# クレッシー級装甲巡洋艦
| クレッシー級装甲巡洋艦 | クレッシー級装甲巡洋艦 |
| ---------------------- | --- |
| クレッシー             | |
| 艦級概観               | |
| 艦種                   | 装甲巡洋艦 |
| 艦名                   | |
| 前級                   | ダイアデム級防護巡洋艦 |
| 次級                   | ドレイク級装甲巡洋艦 |
| 性能諸元               | |
| 排水量                 | 常備：12,000トン |
| 全長                   | 143.87 m、水線長：143.11 m |
| 全幅                   | 21.18 m |
| 吃水                   | 7.92 m |
| 機関                   | ベルヴィール式石炭専焼水管缶30基 直立式四気筒三段膨張型レシプロ機関二基二軸 21,000 hp |
| 最大速力               | 21.0ノット |
| 航続距離               | |
| 乗員                   | 760名 |
| 兵装                   | 23.4cm（40口径）単装砲2基 15.2cm（45口径）単装砲12基 7.6cm（40口径）単装砲14基 4.7cm（40口径）単装砲3基 45cm水中魚雷発射管2基                                                                                                 |
| 装甲                   | 舷側：152 mm（バイタルパート水線部） 51 mm（バイタルパート水線端部） 甲板：76 - 25 mm（水平全面部） 主砲塔： 152 mm（前盾） 副砲ケースメイト：127 mm バーベット部：152 mm（甲板部）、76 mm（揚弾筒） 司令塔：305 mm（側面部） |

クレッシー級装甲巡洋艦 (Cressy class armored cruiser) はイギリス海軍の巡洋艦。1901年から1904年に6隻が竣工した。「アブーキア」、「クレッシー」、「ホーグ」の3隻は第一次世界大戦中の1914年9月22日、北海で当時として最新兵器であるドイツの潜水艦「U9」の攻撃により撃沈され、図らずも潜水艦の有用性を身をもって示した。残った3隻は、1921年までに除籍・解体されている。

## 艦形について
未だ帆船時代のデザインが色濃く残る時代のイギリスらしく気品ある印象を受ける。船体は長船首楼型である。艦首から新設計の「1897年型23.4cm（40口径）砲」を単装砲塔で1基、司令塔を組み込んだ操舵艦橋に組込まれた単棒檣、その背後に四本煙突と後檣の間は艦載艇スペースとなり、後檣基部に設置されたジブ・クレーンにより甲板から海上に艦載艇を下す。単棒後檣を組込んだ後部艦橋から一段下がって、後部単装主砲塔を配置した。艦尾には旧い時代の艦船らしく艦名を記入したスタン・ウォークが設置されている。なお、写真の船体舷側の二つの黒い物は舷側に吊るされたカッターの影である。

### 主砲塔配置
主砲塔は一等防護巡洋艦「パワフル」級より受け継いだ「1897年型Mark Ⅷ 23.4cm（40口径）砲」である。これを単装砲塔形式に納めた。

### 副砲等
副砲は帆船時代のように舷側に開けられた舷門から出された。後にこの配置はケースメイト式配置に繋がっていく。副砲として「1901年型 Mark Ⅶ 15.2cm（45口径）砲」を採用した。搭載方式は独特で前後艦橋脇に上下に2基計8門と第二甲板中央部に等間隔で2門ずつ計4門の計12門搭載した。後に英国装甲巡洋艦の標準的副砲配置とされ、日本や南米に輸出された装甲巡洋艦は漏れなくこの形式である。しかし、副砲を上下に配置するこの方式は、下段砲が海面に接近しすぎて、波浪で射撃操作が困難になり易く、設計部に将兵から度々苦情が行っていたようである。
その他に対水雷艇用に「1886 7.6cm（40口径）砲」を単装砲架で14門、45cm水中魚雷発射管2基を装備した。

### 艦体
船体は長さ/幅の比率が6.3という、巡洋艦にしては肥えた船体を有しているが、船首楼側が痩せていて荒天下では度々、上下に激しい縦揺れをもたらし、副砲の装備位置が低すぎて海中にもぐるという欠点を有していた。

### 防御について
本級は舷側防御に152 mm装甲を前後の艦橋の間に張り、艦首から前艦橋までを51 mm装甲を張るという重装甲艦であったが、水中からの攻撃を考慮していない時代であったため、「クレッシー」は魚雷二本の命中で僅か15分で海底に没した。水雷防御の不足は英国式設計の泣き所で、後々まで足を引っ張る事となる。

## 同型艦
- アブーキア  (HMS Aboukir)
- バッカント  (HMS Bacchante)
- クレッシー  (HMS Cressy)
- ユーライアス  (HMS Euryalus)
- ホーグ  (HMS Hogue)
- サトレッジ  (HMS Sutlej)

## 参考図書
- 「世界の艦船増刊第46集　イギリス巡洋艦史」(海人社)
- 門田充弘ほか『世界の艦艇 完全カタログ』コスミック出版、2019年7月25日。ISBN 978-4-7747-8657-5。